# روفيتسا

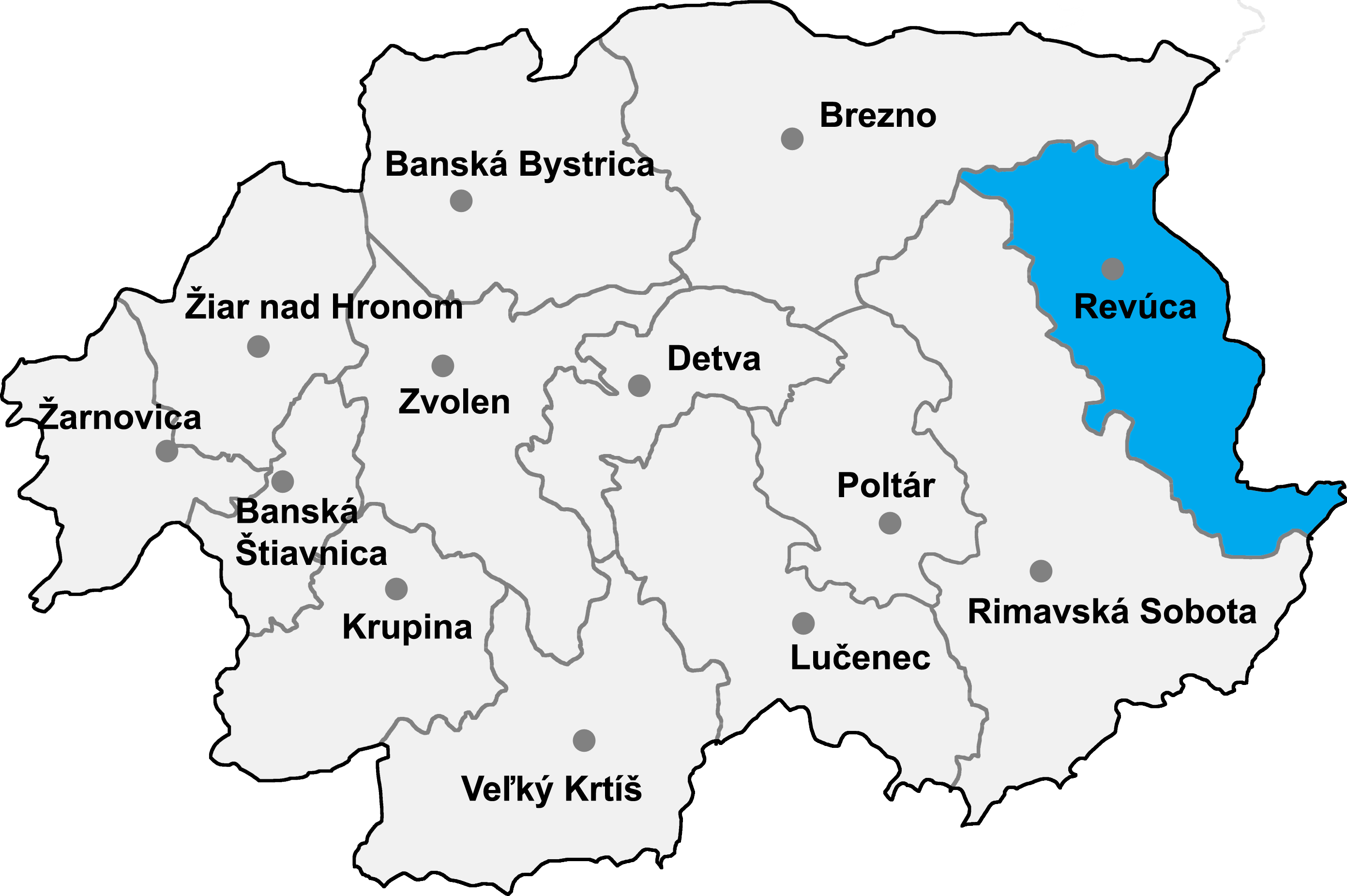
موقع ريفوتسا في إقليم بانسكا بيستريتسا

روفيتسا (بالسلوفاكية: Revúca)‏ هي بلدة و municipality of Slovakia تقع في سلوفاكيا في Revúca District.[بحاجة لمصدر] يقدر عدد سكانها بـ 13,098 نسمة .

## المدن التوأمة
مدينة Kazincbarcika هي مدينة توأمة لـروفيتسا.